# Hekaté
Hekaté (Ἑκάτη) a görög mitológia egyik alvilági istensége. A varázslás, a sötétség és az éjszaka istennője, a boszorkányok úrnője, illetve az egyik holdistenség.
Ő uralkodik a kísértetek és az éjszakai jelenések fölött. A hármas keresztutaknál szokott éjfélkor megjelenni fekete kutyái kíséretében, és elviszi a számára ott elhelyezett ajándékot. Háromfejű alakban is szokták ábrázolni (olykor nappal, holddal és hajnalcsillaggal a homlokán), vagy három testben. Ezt úgy kell értelmezni, hogy egyik arca a múlt, másik a jelen, a harmadik a jövő felé tekint; vagy egyik teste az égi (néha ezt azonosíthatják Szelénével), a másik a földi (ezt olykor azonosítják Artemisszel, ezért úgy tartják, segít a hozzá imádkozó szülő asszonyoknak, illetve felelős a gyermekek nevelkedéséért), a harmadik az alvilági megjelenése.
Attribútumai: a fogyó hold, a fáklya, a tőr; a növények közül a sisakvirág és a fekete üröm; az állatok közül a fekete kutya, fekete menyét, esetenként a fekete macska és a fekete kanca is.
Az újpogány vallásokban az Istennő három aspektusa (szűz, anya és bölcs idős asszony) közül a harmadikat, a női élet három szakasza közül a menopauza utánit testesíti meg.
Mikor Hadész elrabolja Démétér lányát, a szépséges Perszephónét, a sikolyát egyedül Hekaté hallja. Ő kíséri Démétért az alvilágban. Más mítosz szerint maga az istennő menti meg Perszephónét. Ezután Hekaté állandó kísérője lett Perszephónénak.

## Istenek közötti helyzete
A hatalmát az istenek és emberek is egyaránt félték, tisztelték, nem szívesen haragították magukra. Zeusz is módfelett tisztelte őt, főleg miután a titánok elleni harcban az Olümposz mellett foglalt állást. Aszteria és Perszész lányaként a titánok közé tartozik. Hésziodosz így írt róla:
"Aszterié méhéből jött Hekaté a világra,
kit megtisztelt Zeusz Kronidész ragyogó adománnyal,
adva a terméketlen tengerből meg a földből
osztályrészt neki, megbecsülést is a csillagos égben,
így lett legtiszteltebbé a haláltalanok közt.
Még most is valahányszor akármely földi halandó
áldozatot bemutat s könyörög hozzá, ahogy illik,
és szólítja nevén Hekatét, nagy megbecsüléshez
jut, mert jót akaró istennő hallja imáját
s gazdaggá teszi őt: a hatalmából telik erre.
Minden rangból, mit csak Gaia meg Úranosz összes
gyermeke egyenként nyert, osztályrész neki is jut,
s Zeusz nem nyúlt az erőszakhoz vele szemben, amit bírt
egykor a títánok közt, megtarthatta tovább is,
úgy, ahogy osztozkodva kiadták ősi időkben.
Abból sem látott kárt, hogy testvére sosem volt,
égben, földön, tengeren is neki jár az ajándék,
annál több az előnye, hiszen Zeusz fogja a pártját."
(fordította: Trencsényi-Waldapfel Imre)

## Szerepe a modern pogányságban
Alakja egyre gyakrabban jelenik meg mint Lucifer anyja, így alkotva a boszorkányok istenpárját. Más felfogás szerint Hermész társa, mivel, mint Hekaté, ő is fényhozó.

## Gyermekei
Több elképzelés látott napvilágot gyermekeiről. Egyes elbeszélések szerint nem volt egy sem, mivel szűz istennő. Apollóniosz Rhodiosz szerint a fenevad Szkülla az ő lánya volt és Phorküsszel nemzette. Diodórosz közlése a legelterjedtebb, miszerint Hekaté egyetlen leánya a varázslónő Kirké, akit Aiétészel, annak bátyjával hozott világra.

## Melléknevei
Hekaté több terület pártfogója, ezért imádságokban és szertartásokban különböző melléknevekkel illették. 
| Epitheton    | Jelentése                     |
| ------------ | ----------------------------- |
| Brimó        | haragos, rettentó             |
| Deszpoina    | úrnő                          |
| Khthonia     | alvilági                      |
| Phószphorosz | fényhozó                      |
| Szóteira     | megmentő, szabadító, megváltó |
| Perszeisz    | Perszész lánya / pusztító     |
| Trioditisz   | keresztúti                    |
| Nüktipolosz  | éjszaka bolyongó              |
| Atalosz      | kegyes                        |
| Ainiosz      | örök, ősöreg                  |
| Aglaosz      | gyönyörű, kellemes            |
| Apotropaia   | gonosz elűzője, védelmező     |
| Ennodia      | úton lévő                     |
| Erototokosz  | szerelmet ébresztő            |
| Indalimosz   | gyönyörű                      |
| Kleidukhosz  | kulcsot tartó                 |
| Kurotrophosz | gyermekek dajkája             |
| Krokopeplosz | sáfrányköpenyű                |
| Propolosz    | segítő                        |
| Propülaia    | kapu előtti                   |
| Trimorphé    | háromalakú                    |